# Emílio de Mello
Emílio de Mello (São Paulo, 14 de junio de 1965) es un actor y director de teatro brasileño. Es conocido por sus papeles en las series Psi (2014), producida por HBO, y Reality Z (2020), de Netflix.